# Das Gold am Krähenberg
Das Gold am Krähenberg (Originaltitel: Kråkguldet, „Das Krähengold“) ist eine schwedische TV-Serie aus 1969 von Leif Krantz und Olle Mattson, die 1970 und 1976 auch in Deutschland ausgestrahlt und sehr bekannt wurde.

## Handlung
Die Geschichte spielt in der Zeit um Weihnachten in der Kleinstadt Granhyttan im mittelschwedischen Bergslagen, welche einst reiche Bergwerke hatte.
Die Kinder in der örtlichen Schule üben gerade ein Weihnachtsstück ein, unter ihnen der 8-jährige Staffan Jonsson und die Teenager Maria und Åke. Währenddessen erscheint im Ort ein verdächtiges Paar, Sinje und Uwe, die sich in einem verfallenen Wohnhaus verstecken. Bei einem Skiausflug kommen die Ortskinder an einem alten, abgelegenen und stillgelegten Kupferbergwerk vorbei. Während Staffan ohne sie die Umgebung des Bergwerkes erkundet, erleben die anderen Kinder innerhalb des Gebäudes unheimliche Dinge, u. a. seltsame Geräusche und Glocken, die von alleine läuten. Erschrocken verlassen sie das Bergwerk. Draußen begegnen schließlich Maria und Åke Staffan, der ihnen ein Stück glänzendes Metall zeigt: Gold. Doch ihr Gespräch bleibt nicht unbehelligt. Sie werden belauscht und kurze Zeit später weiß der gesamte Ort von Staffans Fund. Mehrere Personen verhalten sich Staffan gegenüber seltsam, unter ihnen der neue Schulhausmeister und der Fleischer Lagerström. Kurz darauf wird Staffans Goldklumpen gestohlen. Während des Luciafestes versuchen die Kinder den Täter zu finden. Dabei wird immer deutlicher, dass Lagerström wohl der Dieb ist. Doch zur Überführung kommt es nicht, da Staffan das Gold plötzlich wieder findet. Es geschehen weitere Versuche das Gold zu stehlen, so durch das merkwürdige Paar, Sinje und Uwe, die Staffan zuhause überraschen. Im letzten Augenblick gelingt Staffan die Flucht. Die Kinder versuchen nun mithilfe der Theateraufführung Lagerström zu stellen. Doch Staffan ist verschwunden, entführt vom Schulhausmeister, der den Ort finden möchte, an dem Staffan das Gold gefunden hat. Letzten Endes finden die Kinder die Stelle, dazu noch einen ganzen Sack Diebesgut mit Gold. Als der Hausmeister Staffan im Bergwerk fesselt, erscheinen Sinje und Uwe (Komplizen vom Hausmeister) und Maria, die prompt ebenfalls gefesselt wird. Die Rettung kommt schließlich durch Lagerström, der mit einem Gewehr bewaffnet ist und die Kinder befreit. Am Ende stellen sie die Diebe bei einem Fluchtversuch aus dem Bergwerk.

## Synchronsprecher
| Rolle              | Schauspieler   | Synchronsprecher      |
| ------------------ | -------------- | --------------------- |
| Staffans Großvater | Tore Lindwall  | Eric Jelde            |
| Maria              | Maria Lindberg | Constanze Engelbrecht |

## Weitere Informationen
- Jeder Teil der Serie beginnt mit einer Einleitung von Tore Lindwall, der den Großvater Staffans spielt.
- Die Serie wurde in und im Umfeld der Stadt Grythyttan in Västmanland gedreht. Aufgrund ihrer Abgelegenheit, der alten idyllischen Häuser und den umliegenden, teils verfallenen Bergwerken, eignete sich die Kleinstadt hervorragend als Drehort.
- Das alte, abgelegene Kupferbergwerk befand sich westlich von Gyttorp in der Nähe der Kleinstadt Nora und hieß Rödbergsgruvan. Das wuchtige Holzgebäude wurde 1970 abgerissen. Bis heute überstanden haben nur das Steinfundament sowie einzelne verfallene Nebengebäude.
- Die Schulszenen sind die einzigen Aufnahmen, die außerhalb des Bergslagen entstanden sind. Sie wurden in der Hässelby Villastads skola im westlichen Stockholmer Vorort Hässelby-Vällingby gedreht.
- Die Erstaufführung fand im Winter 1969 statt. Aufgrund ihrer Beliebtheit wurde die Serie mehrfach wiederholt.
- Der Soundtrack (Krähengold-Ballade) stammt von Leif Krantz (Texte), sowie von Thorstein Bergman (Musik).
- Staffan Hallerstam (Staffan Jonsson) und Maria Lindberg (Maria) standen bereits 1967 beim Vorgänger von Das Gold am Krähenberg gemeinsam vor der Kamera. Leif Krantz’ Kullamannen war ebenfalls in Schweden ein Erfolg gewesen, wurde jedoch nur im schwedischen Fernsehen gezeigt.
- Der Schauspieler des Uwe (Tommy Johnson) ist vielen Fans schwedischer Filme bekannt, so stand er unter anderem in Astrid Lindgrens Ferien auf der Kräheninsel und Die Brüder Löwenherz, sowie in Der Mann aus Mallorca vor der Kamera.
- Staffan Hallerstam hatte Ende der 60er-Jahre und Anfang der 70er-Jahre mehrere Auftritte in Astrid-Lindgren-Filmen. So übernahm er eine Gastrolle in der 21-teiligen Fernsehserie Pippi Langstrumpf als Anführer einer Schlägerbande. Später trat er als Marko in Pippi in Taka-Tuka-Land und als Birger in Karlsson auf dem Dach auf.
- Das Gold am Krähenberg ist seit 2008 auch in Deutschland als DVD erhältlich.